# Nucleariida
Nucleariida este un grup de organisme cu celule amiboide cu pseudopode filiforme care trăiesc mai ales în soluri și ape dulci. Diferă de vampyrelidele cu care seamănă morfologic prin mitocondriile cu criste discoidale.

## Clasificare
Una dintre părerile despre relațiile dintre marile regnuri și Nucleariida.
Nucleariidele fac parte din Opisthokonta, grup care conține animalele, fungii și alte grupe mai mici. Majoritatea studiilor plasează Nucleariida ca un grup geamăn cu Fungi.

## Caracteristici
Nucleariidele sunt în general mici, până la 50 μm. Genurile Rabdiophrys, Pinaciophora și Pompholyxophrys trăiesc în apele dulci și au solzi și spini silicioși goi pe dinăuntru. În trecut erau clasificate în Heliozoa într-un grup numit Rotosphaerida.
Conform unei publicații din 2009, Fonticula, o mixomicetă, este o opistocontă și este mai apropiată de Nuclearia decât de Fungi.